# Milionia curosyne
Milionia curosyne är en fjärilsart som beskrevs av Louis Beethoven Prout 1931. Milionia curosyne ingår i släktet Milionia och familjen mätare. Inga underarter finns listade i Catalogue of Life.